# 朱治泰
朱治泰，字明徵，號亨甫，順天府豐潤縣人，明朝政治人物、賜特用進士出身。
飛聲黌序，留心理學，崇禎九年中舉人，十三年中殿試乙榜，十五年賜進士。歷官垣曲知縣、單縣知縣、考最擢戶部郎中。清順治初年任戶部分司德州倉兼臨清倉監督、遷廣信知府，有惠政，後致仕歸鄉，行李惟圖書數卷而已。